# Институт Сервантес
Институт Сервантес (шп. El Instituto Cervantes) је државна институција креирана 1991. године од стране Шпаније да би промовисала учење и употребу шпанског језика и ширење хиспанских култура у иностранству. Институт је присутан у 87 дистрибутивних центара широм 44 државе, на 5 континената. Осим тога, постоје два седишта у Шпанији, централно седиште у Мадриду и седиште у граду Алкала де Енарес (шп. Alcalá de Henares).

## Рад
Улоге и циљеви Института Сервантес су:
- да организује опште и специјализоване курсеве шпанског језика
- да у име Министарства образовања Шпаније издаје званичне дипломе шпанског језика (ДЕЛЕ) и да организује испите за њихово стицање
- да актуализује методе подучавања и стручног усавршавања професорског кадра
- да подржава рад хиспаниста
- да учествује у програмима ширења шпанског језика и културе на шпанском
- да реализује активности промовисања и ширења културе у сарадњи са другим шпанским и хиспаноамеричким органима и ентитетима држава домаћина
- да створи највећу мрежу шпанских библиотека на свету
- да објави бројна дигитална издања преко сервиса Виртуелни Центар Сервантеса (шпански: Centro Virtual Cervantes) и омогући заинтересованима приступ електронској библиотеци

## Органи Института

### Одбор поверилаца
Ово је орган који организује активности Института. Овај одбор чине:
1. Почасно председништво ЊКВ краља Шпаније
2. Извршно председништво које врши председник Владе Шпаније
3. Чланови изабрани међу истакнутим представницима шпанске и хиспаноамеричке културе и књижевности, Краљевских Академија, универзитета и других друштвених институција- То су чланови награђени Наградом за књижевност Мигел де Сервантес (шпански: Premio de Literatura Miguel de Cervantes).

### Административно саветништво
Ово је орган који одобрава опште планове Института. Састављен је од представника Министарстава спољних послова, Европске уније и сарадње, представника образовања и стручног усавршавања и Министарства финансија.

## Организациона структура
Организациону структуру Института Сервантес данас чине централно седиште и центри Института у свету. Централно седиште се састоји из следећих функција: Управа, Кабинет управе, Генерални секретаријат, Технички кабинет генералног секретаријата, Помоћни технички секретаријат, Правно саветништво, Служба за људске ресурсе, Служба за анализе и стратегије, Служба за комуникацију и промоцију, Служба за културу и Академска служба.
Најодговорнији из поменутих области чине управљачки систем Института Сервантес који подлеже контроли директора и генералног секретаријата.

## Портали

### Испити
Место где се могу наћи све информације о испитима које одржава Институт: информације о испитима за стицање дипломе шпанског- ДЕЛЕ (španski: DELE); о испиту конституционалног и социокултурног познавања Шпаније- ЦЦСЕ (španski: CCSE), неопходног за добијање шпанске државности; о СИЕЛЕ испитима (španski: SIELE).

### Виртуелна учионица шпанског
Место где се могу наћи информације о курсевима учења шпанског преко интернета.

### Виртуелни центар Сервантес
То је портал креиран за ширење шпанског језика и културе путем интернета. На њему се могу пронаћи изложбе, монографије, различита књижевна дела, дидактички материјали за часове, форуми, дебате и претраживач специјализован за претраживање садржаја и шпанском језику и хиспанским културама.

### Међународни конгреси шпанског језика
Међународни конгреси шпанског језика, који се одржавају на сваке три године,  граде универзалне форуме за размишљање о ситуацији, проблемима и изазовима шпанског. На овом порталу се могу наћи све конференције и говори са 6 Конгреса шпанског језика одржаних до данас- у Закатекасу (Мексико, 1997), у Ваљадолиду (Шпанија, 2001), у Росарију (Аргентина, 2004), у Картагини (Колумбија, 2007), у Валпараису (Чиле, 2010), у Панами (Панама, 2013) и у Сан Хуану (Порторико, 2016).

### Шпански у Шпанији
Ова база података прикупља информације о доцентским центрима (академије и универзитети, државни и приватни) који реализују курсеве шпанског за странце у Шпанији, као и податке о локалитетима на којима се налазе ови центри. Институт Сервантес нуди могућност придруживања информација свих едукативних центара који нуде курсеве шпанског за странце, у ову базу података.

### Образовање професора
Овај портал нуди формативне активности, као и изворе који могу бити корисни професорима шпанског као страног језика који почињу и усавршавају свој образовни пут.

### Хиспанизам
Странице овог портала пружају актуелне информације о хиспанским студијама у свету. Осим тога, садрже три велике базе података истраживача, центара и асоцијација хиспаниста.

### Систем акредитације центара Института Сервантес
САЦИС представља једину акредитацију центара за учење шпанског као страног језика на међународном нивоу. Основана је 2000. године са циљем да обради повећан број захтева школа шпанског са гаранцијом квалитета. Да би могли да користе ову потврду квалитета, центри који рачунају на акредитацију, потписују договор о акредитацији и периодично подређују своје активности техничко- академским проценама.

### Видео записи (шпански: Vídeos)
Овај портал представља платформу за промовисање аудиовизуелних културалних садржаја на шпанском. Шири обавештења о раду различитих седишта Института  у свету, производи документарце и актуелне репортаже о култури на шпанском и информише о својим производима и активностима.

## Институт у свету
Институт Сервантес обухвата 87 дистрибутивних центара у 44 државе. Неки од градова са центрима Института су:
- У Северној Америци: Албукерки, Бостон, Калгари, Њујорк, Чикаго, Сијетл.
- У Јужној Америци: Бело Оризонте, Ресифе, Бразилија, Рио де Жанеиро, Куритиба, Салвадор, Порто Алегре, Сао Паоло.
- У Африци: Александрија, Маракеш, Алжир, Оран, Казабланка, Рабат, Дакар, Танџир, Каиро, Тетуан, Фес, Тунис.
- У Азији и Океанији: Ханој, Сеул, Куала Лумпур, Шангај, Манила, Сиднеј, Токио, Њу Делхи, Пекинг, Џакарта.
- У Европи: Београд, Атина, Лондон, Лион, Берлин, Манчестер, Братислава, Милано, Бремен, Москва, Минхен, Брисел, Напуљ, Букурешт, Будимпешта, Никозија, Бордо, Палермо, Краков, Париз, Даблин, Праг, Истанбул, Рим, Стокхолм, Софија, Франкфурт, Тулуз, Хамбург, Утрехт, Лидс, Варшава, Лисабон, Беч, Љубљана, Загреб.

## Институт у Београду
Институт Сервантес у Београду званично је отворен децембра 2004. године, чиме је проширио своју делатност у главном граду након отварања Учионице Сервантес априла 2002. године. Активности Института усмерене су ка промоцији заједничког језичког и културног наслеђа земаља шпанског говорног подручја. Циљ Института је да се својим културним и академским активностима, као и понудом фонда библиотеке “Хосе Јеро”, интегрише у културни и друштвени живот Београда и Србије.
Институт Сервантес налази се на одличној локацији, на адреси Чика Љубина бр. 19, у пешачкој зони у центру града, врло близу других страних културних центара попут Француског културног центра или Гете института.
Зграда Института Сервантес је културно-историјски споменик Београда.